# Niebieski szlak turystyczny Święty Krzyż – Pętkowice
 Niebieski szlak turystyczny Święty Krzyż – Pętkowice im. Stanisława Jeżewskiego – szlak turystyczny na terenie Gór Świętokrzyskich. 16 lutego 1991 roku na Nadzwyczajnym Zjeździe Oddziału Świętokrzyskiego PTTK w Ostrowcu Świętokrzyskim nadano szlakowi imię Stanisława Jeżewskiego.

## Przebieg szlaku
| Odległość | Atrakcje                                                                      | Punkt                      | Skrzyżowania szlaków                                |
| --------- | ----------------------------------------------------------------------------- | -------------------------- | --------------------------------------------------- |
| 0,0 km    | klasztor · punkt widokowy · skały · rezerwat roślinny · maszt · miejsce kultu | Święty Krzyż PKS           | Główny Szlak Świętokrzyski im. Edmunda Massalskiego |
| 3,5 km    | pomnik · kościół · muzeum · chata                                             | Nowa Słupia PKS            | Łagów – Nowa Słupia Nowa Słupia – Piórków           |
| 6,5 km    |                                                                               | Stara Słupia               |                                                     |
| 9,0 km    | kościół · drzewo · wąwóz                                                      | Grzegorzowice              | Nowa Słupia – Szczytniak                            |
| 11,0 km   |                                                                               | Skały                      |                                                     |
| 12,0 km   |                                                                               | Pokrzywianka               |                                                     |
| 13,5 km   |                                                                               | Włochy PKS                 |                                                     |
| 15,5 km   |                                                                               | Pokrzywnica PKS            |                                                     |
| 20,5 km   | kościół                                                                       | Kałków PKS                 | Skarżysko-Kamienna – Kałków                         |
| 23,0 km   |                                                                               | Doły Opacie                |                                                     |
| 24,0 km   | zabytek                                                                       | Doły Biskupie              |                                                     |
| 30,0 km   | ruiny · zabytek techniki · grodzisko                                          | Nietulisko Duże            | Nietulisko Fabryczne – Nietulisko Duże              |
|           |                                                                               | Nietulisko Małe            |                                                     |
| 34,0 km   | kościół · cmentarz · pomnik                                                   | Kunów MPK, PKP             |                                                     |
|           |                                                                               | Kolonia Piaski             |                                                     |
|           |                                                                               | Kolonia Inwalidzka         |                                                     |
| 38,0 km   | pomnik · miejsce bitwy                                                        | pomnik bitwy pod Janikiem  |                                                     |
| 43,0 km   | kaplica · miejsce bitwy                                                       | Kaplica                    |                                                     |
| 45,5 km   |                                                                               | gajówka                    |                                                     |
| 47,5 km   |                                                                               | leśniczówka Jeleniec       |                                                     |
| 49,5 km   |                                                                               | Nowa Dębowa Wola MPK       |                                                     |
| 51,5 km   |                                                                               | Stara Dębowa Wola MPK, PKS |                                                     |
| 55,5 km   |                                                                               | Sudół                      |                                                     |
| 59,5 km   | kopalnia                                                                      | Krzemionki PKS, MPK        |                                                     |
| 62,5 km   |                                                                               | Magonie                    |                                                     |
| 64,5 km   |                                                                               | Czarna Glina               |                                                     |
| 69,5 km   | dwór · zabytek techniki · kościół · kaplica · cmentarz                        | Bałtów PKS, MPK            |                                                     |
| 75,5 km   |                                                                               | Bidzińszczyzna             |                                                     |
| 80,0 km   |                                                                               | Pętkowice PKS              |                                                     |

## Galeria

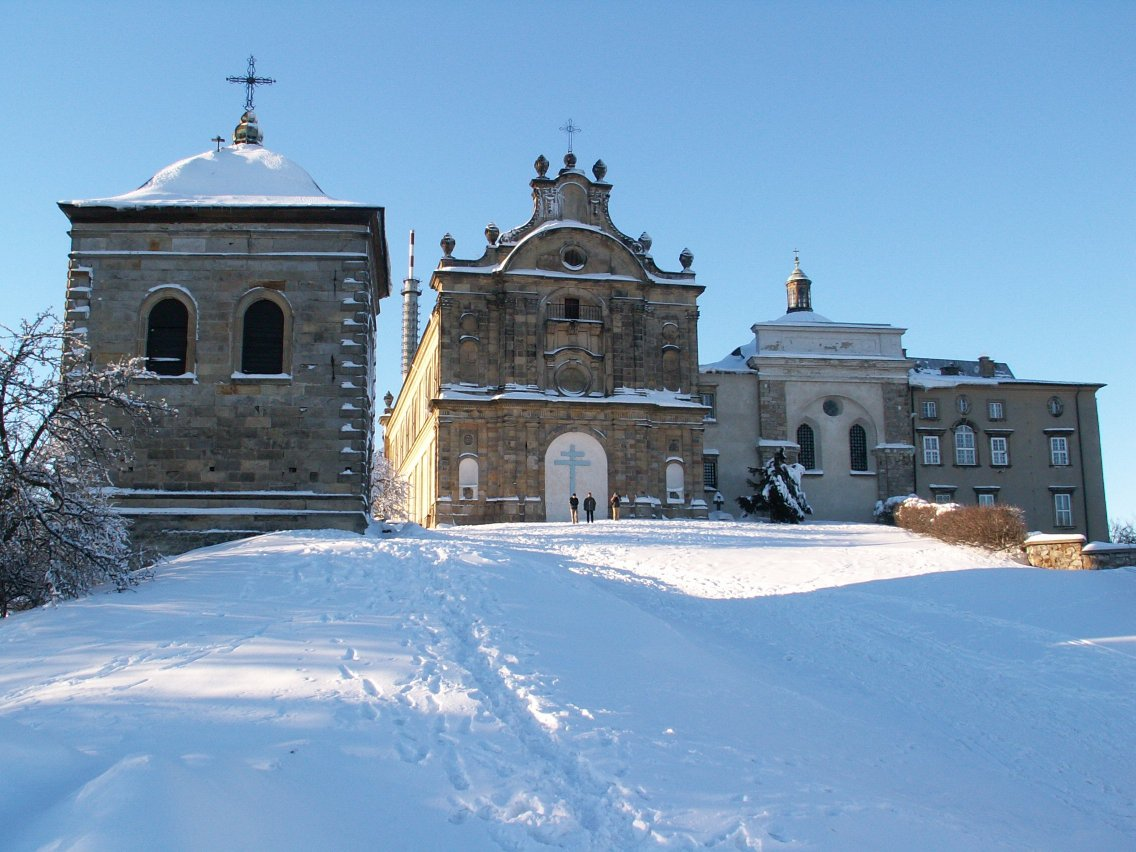
Opactwo pobenedyktyńskie na Świętym Krzyżu
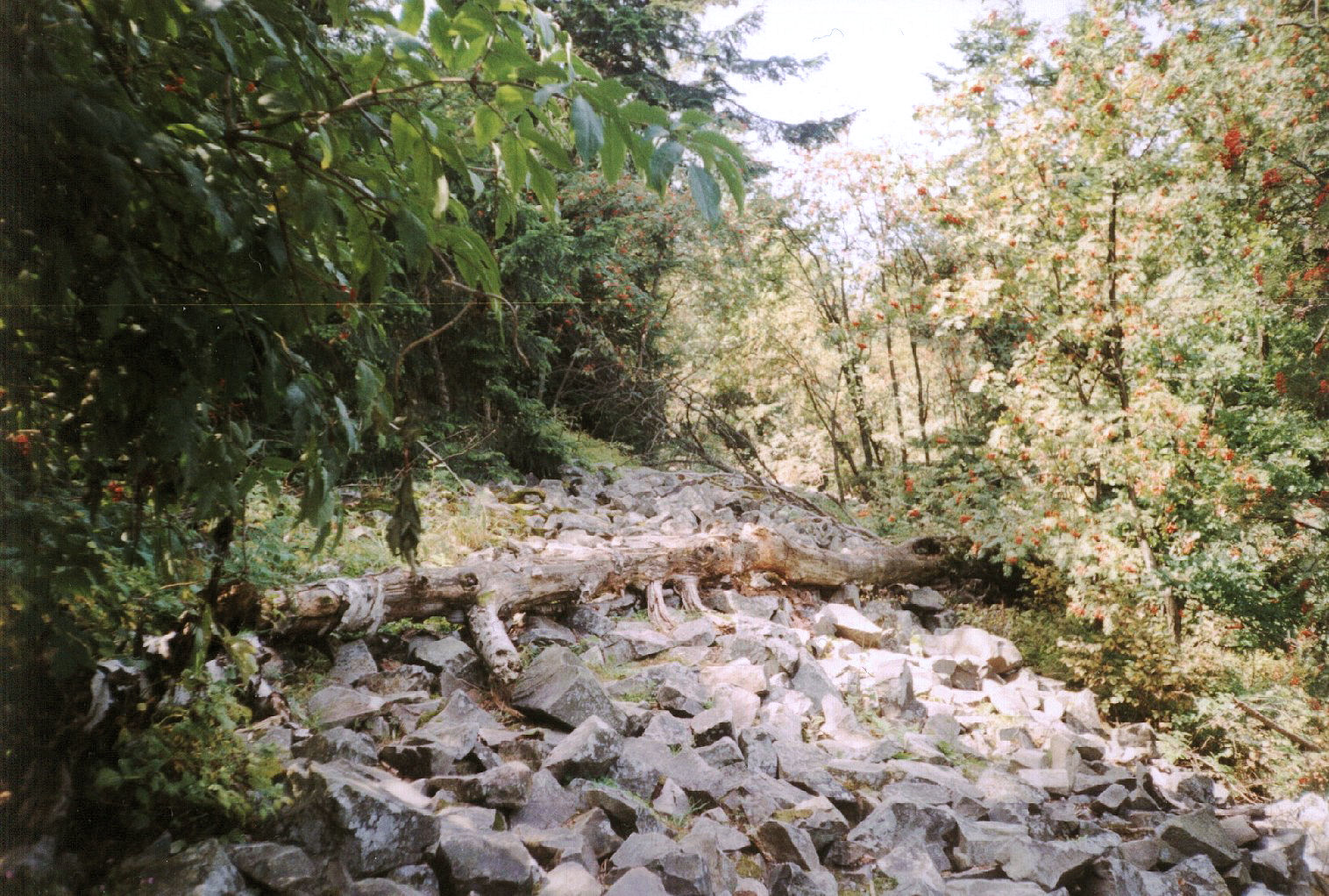
Pogański wał kultowy na Świętym Krzyżu
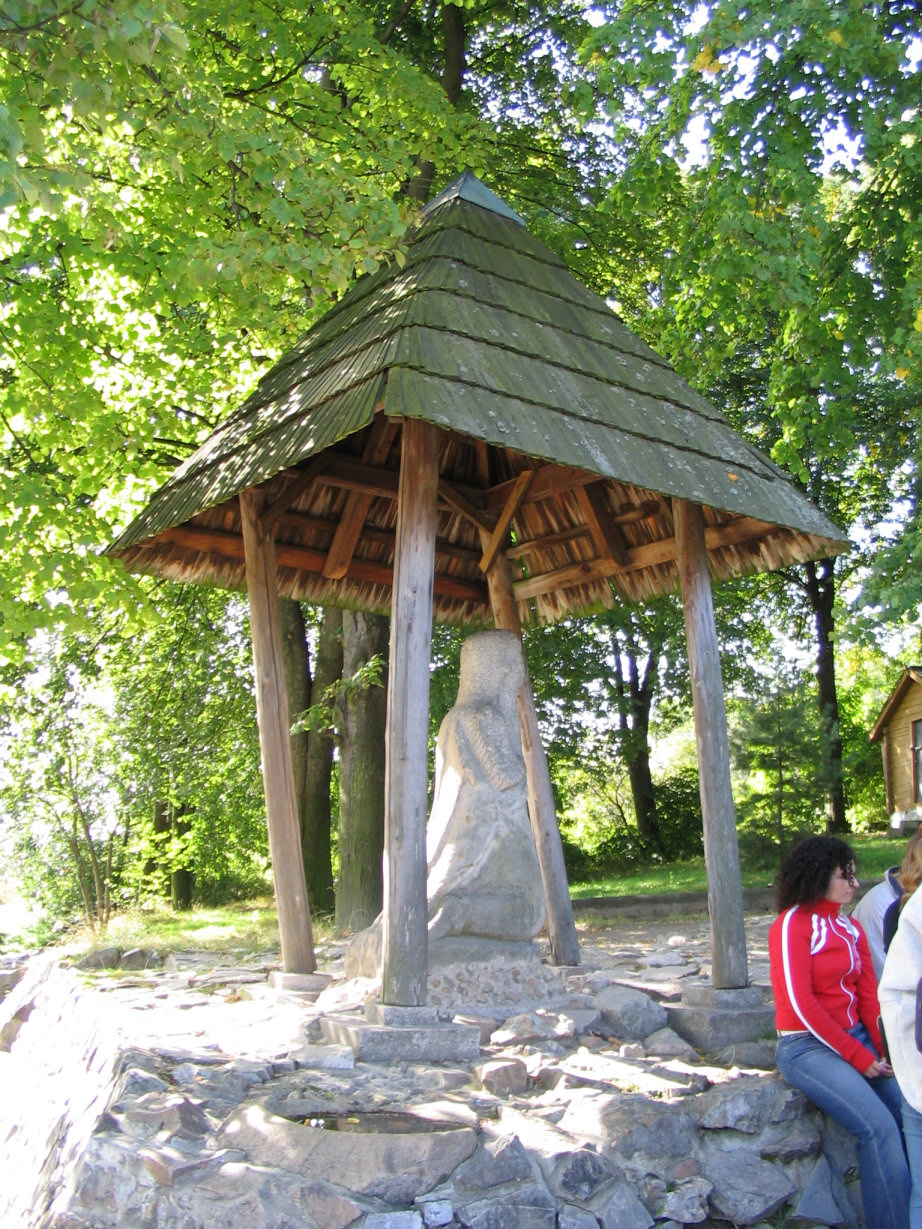
Kamienny pielgrzym w Nowej Słupi
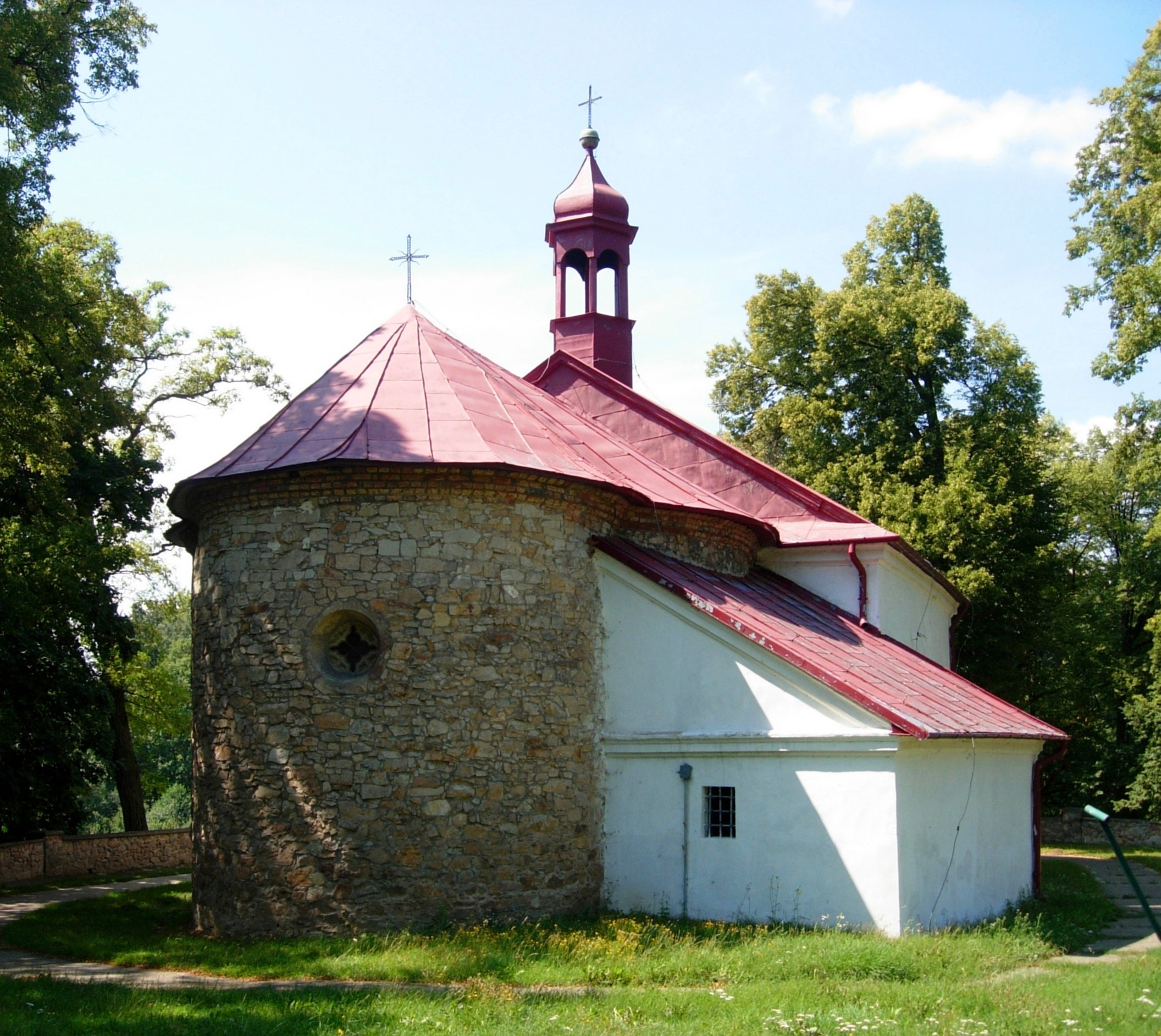
Kościół z romańską rotundą w Grzegorzewicach
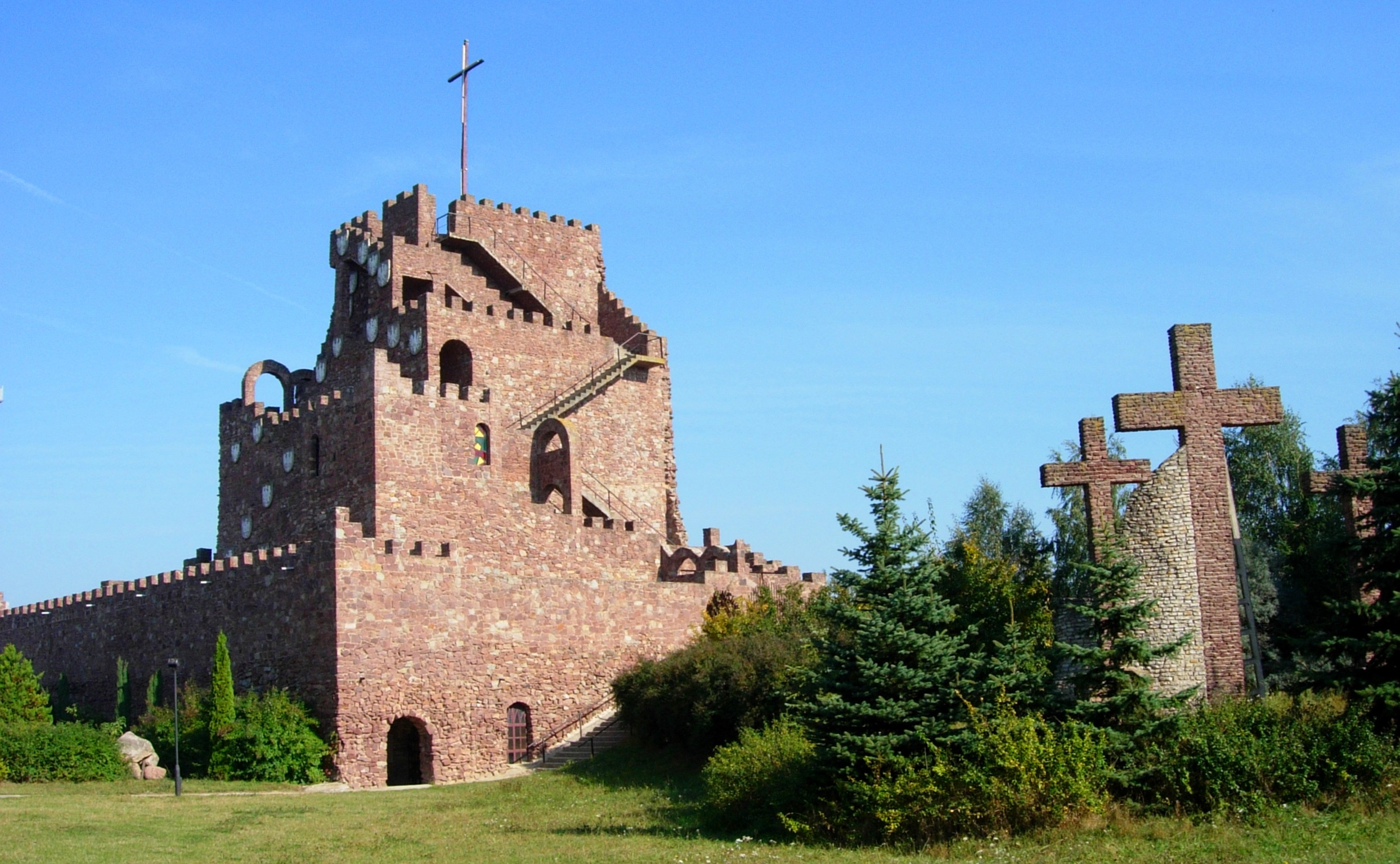
Golgota w sanktuarium w Kałkowie
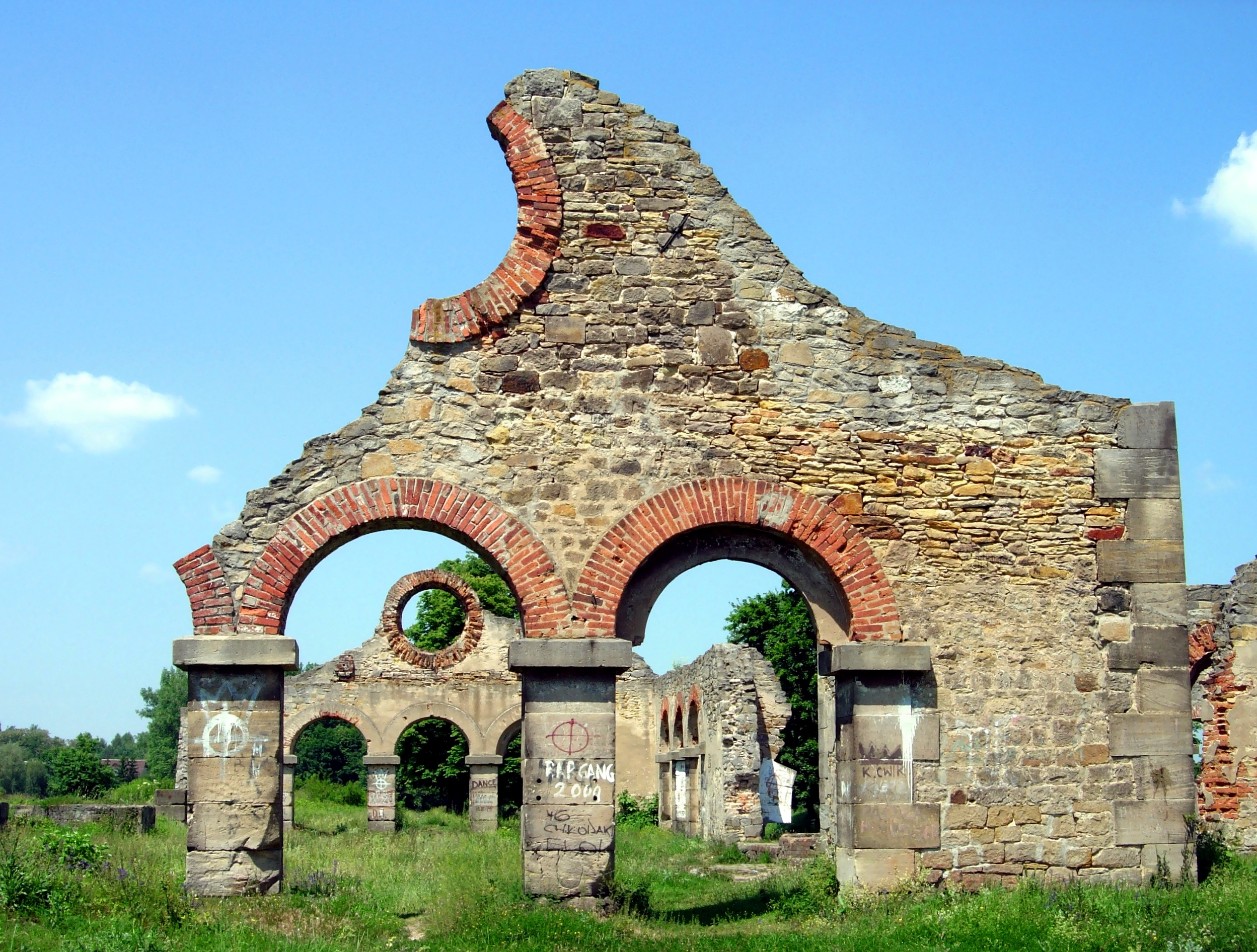
Ruiny walcowni w Nietulisku Dużym
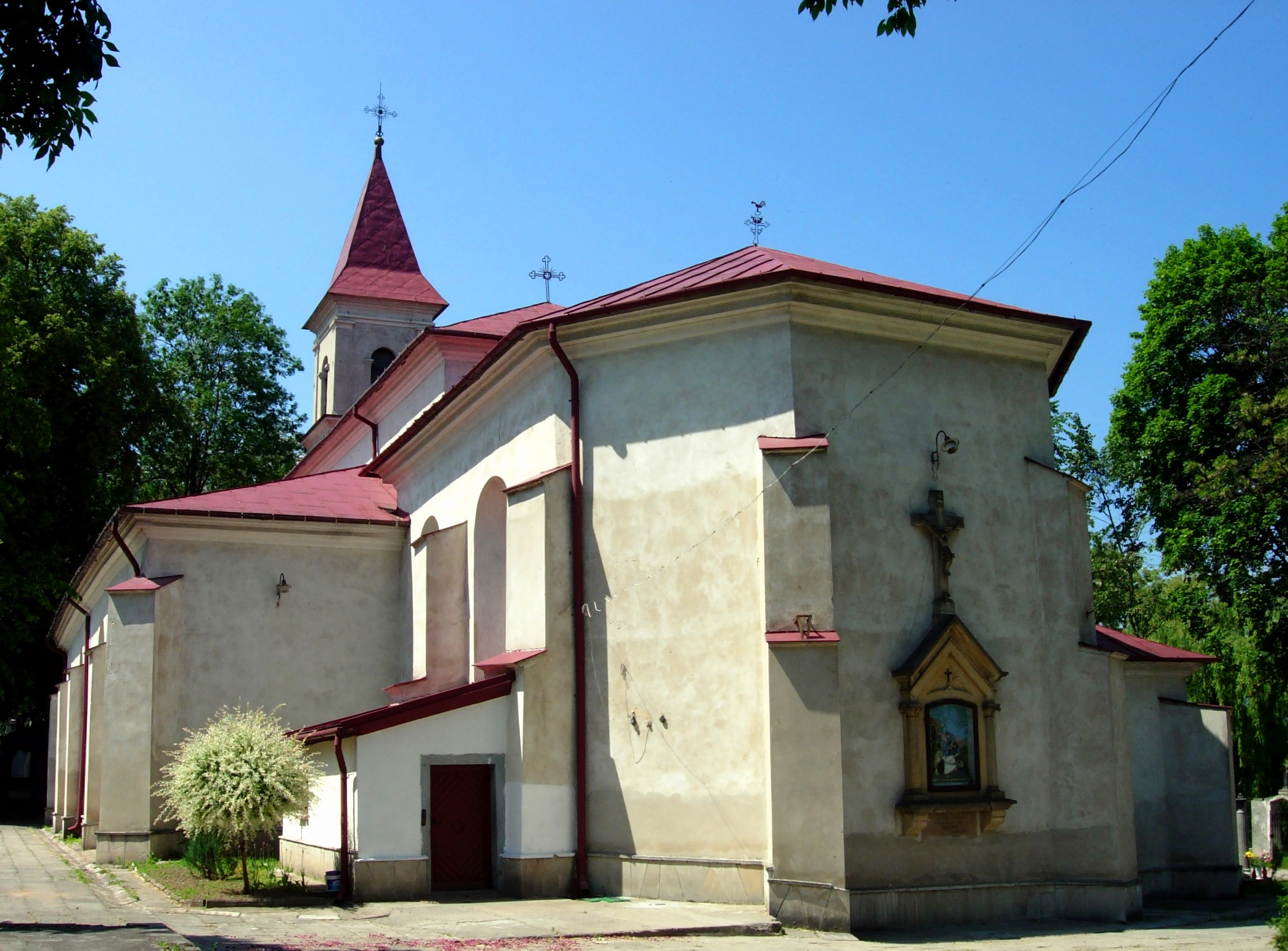
Kościół św. Władysława w Kunowie
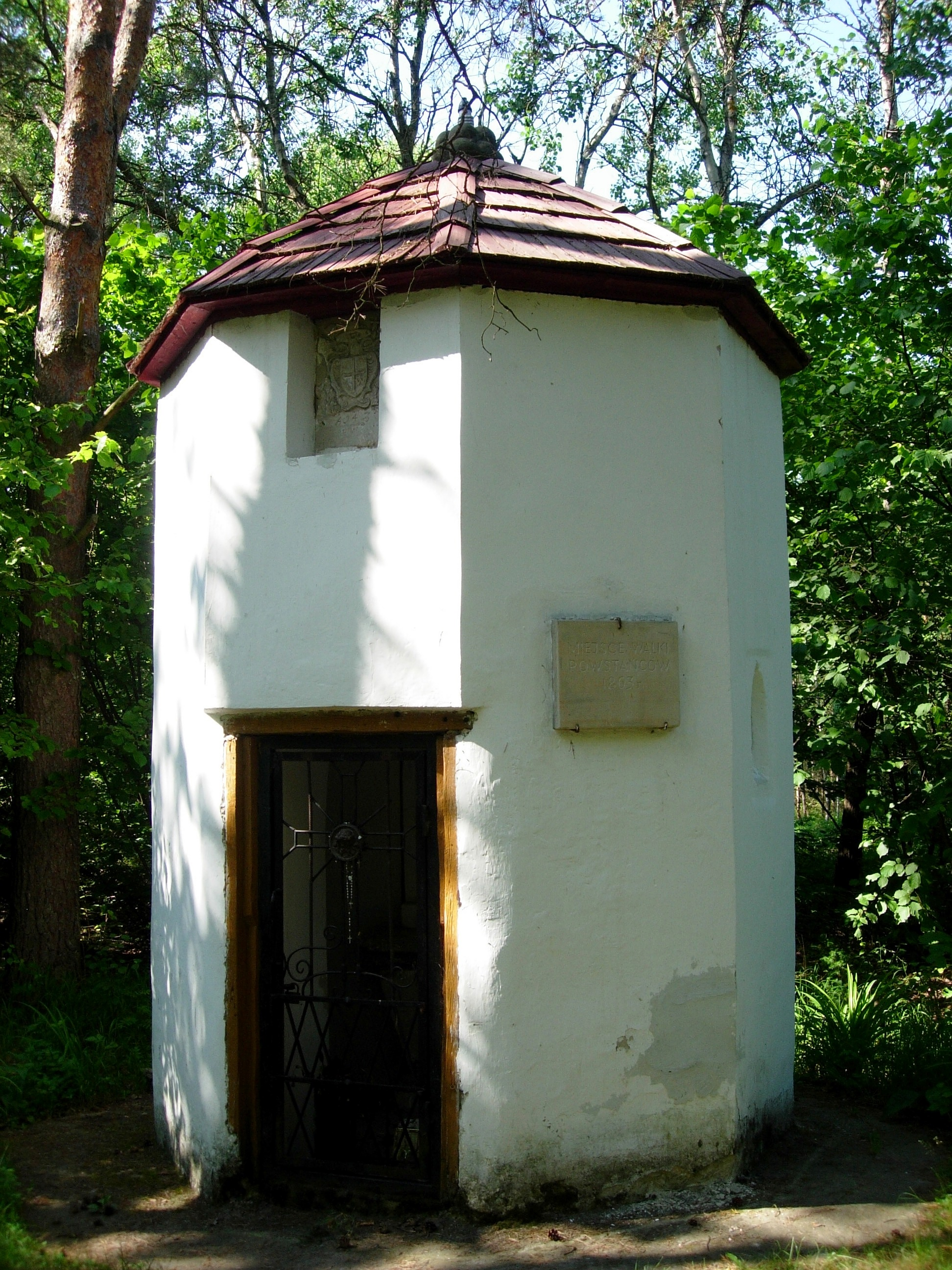
Kaplica św. Katarzyny w Kaplicy
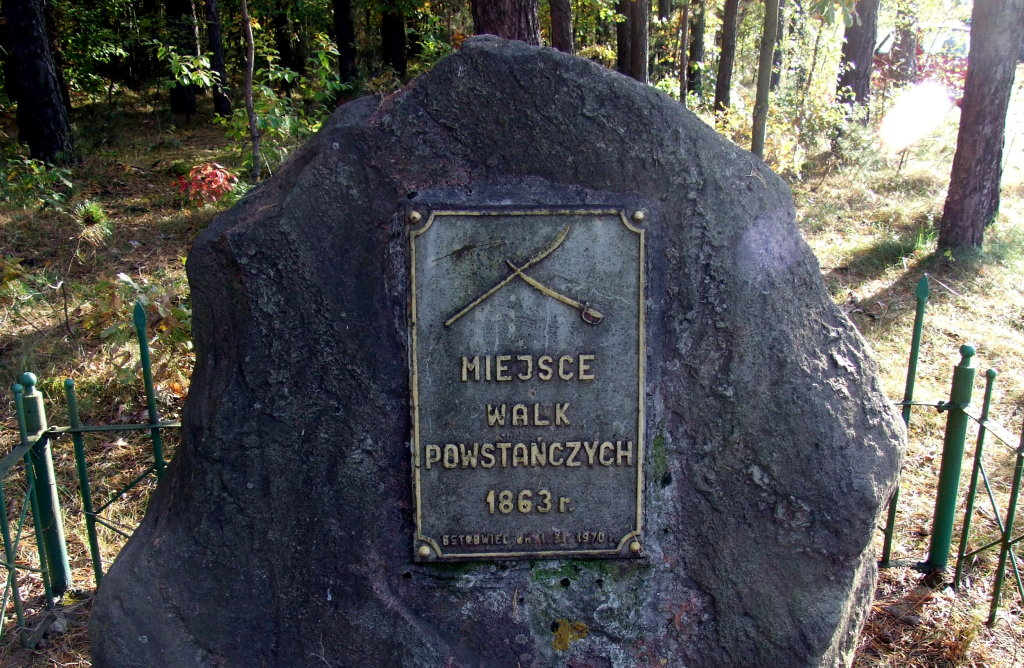
Kamień w Sudole upamiętniający zwycięską potyczkę z czasów powstania styczniowego
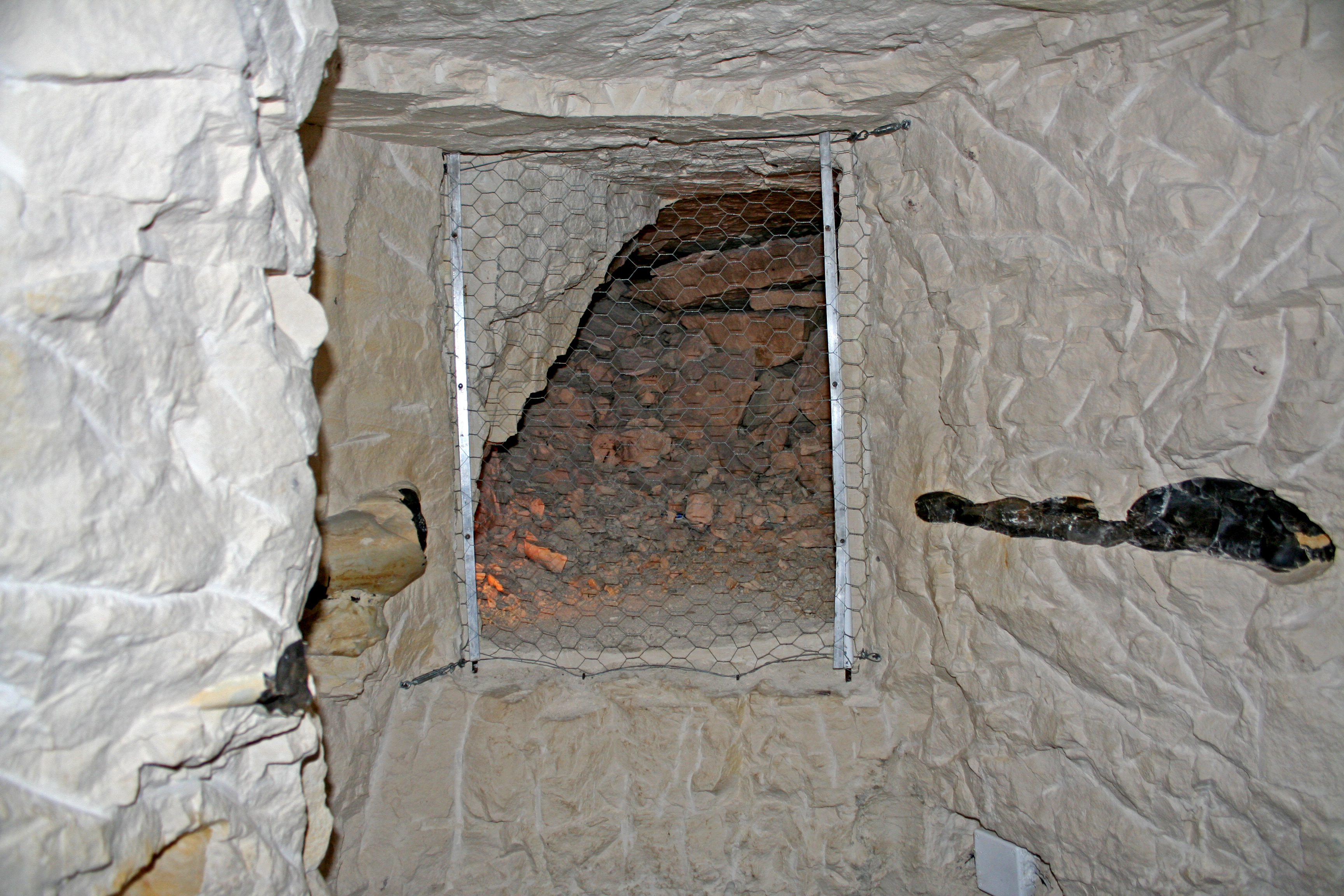
Chodnik neolitycznej kopalni krzemienia pasiastego w Krzemionkach
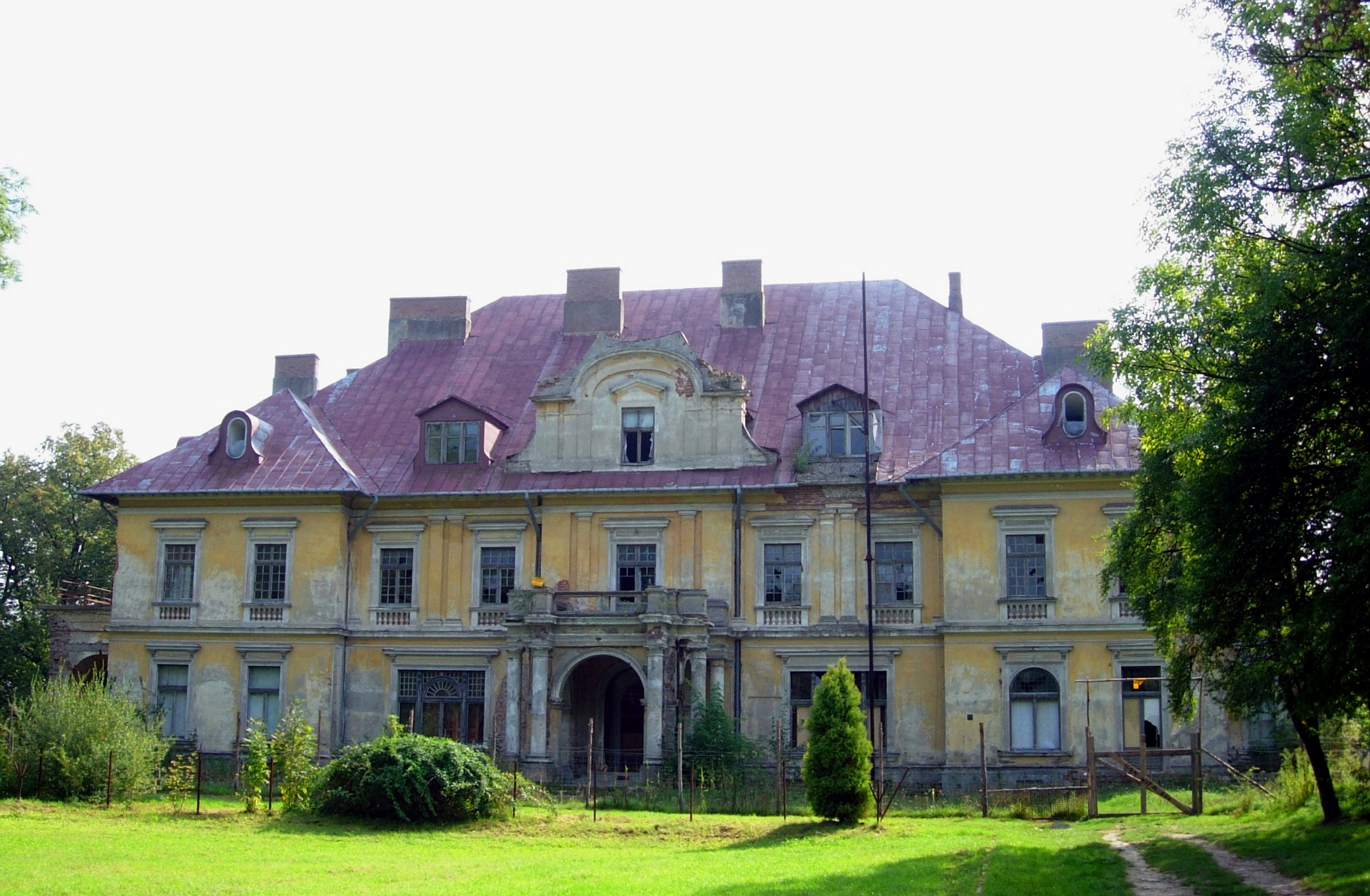
Pałac Druckich Lubeckich w Bałtowie
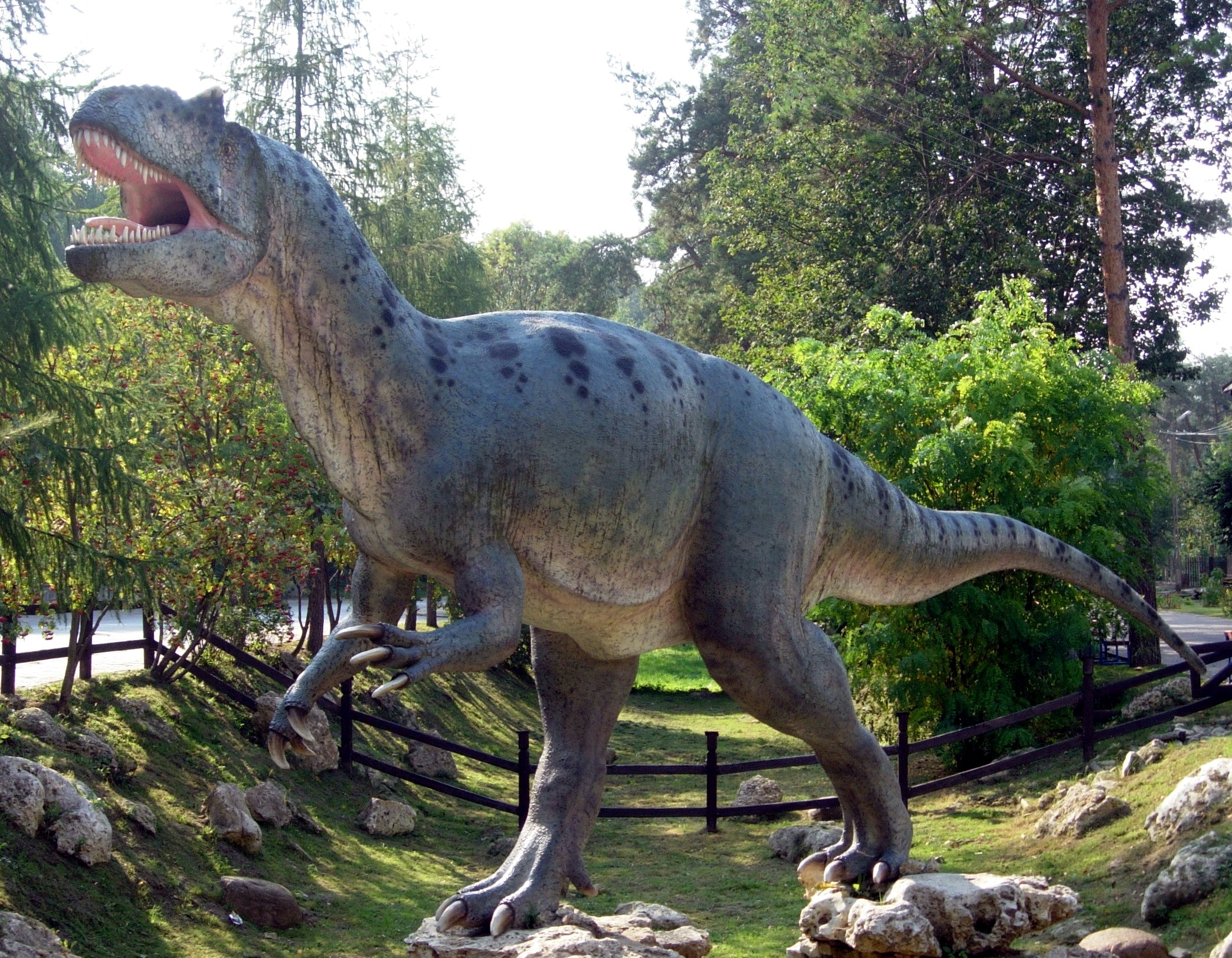
Model allozaura w Bałtowskim Parku Jurajskim